# سیارک ۱۵۰۱۴
سیارک ۱۵۰۱۴ (به انگلیسی: 15014 Annagekker، نامگذاری:1998RO74) پانزده هزار و چهاردهمین سیارک کشف شده‌است که در ۱۴ سپتامبر ۱۹۹۸ کشف شد.
قدر مطلق سیارک برابر ۱۳.۵ است.